# 廣瀬栄理子
廣瀬 栄理子（ひろせ えりこ、1985年3月16日 - ）は、女子バドミントン選手である。兵庫県川辺郡猪名川町出身。身長163センチ、体重54kg。血液型はA型。右利き。猪名川町立松尾台小学校、猪名川町立中谷中学校、青森山田高等学校卒業。北京オリンピック日本代表。

## バドミントンの経歴
小学校にスポーツ少年団「ひよどりジュニアバドミントンクラブ」があり、兄と一緒にバドミントンを始める。進学した地元の中学校には部活としてバドミントン部がなかったため、「コマツジュニアクラブ」にて練習を積む。中学3年生の時にようやく中学校側が中学校体育連盟の大会に出ることを許可したため、初めて中学校体育連盟の大会に出場。全国中学生大会で広瀬の応援団は家族だけという中で第3位を獲得した。
高校はバドミントンで強くなるために青森へ「バドミントン留学」をする。1、2年生の時のダブルスでは、中国からの留学生楊藹琳と組みインターハイで3年連続入賞。3年生の時には茨城県で開催されたインターハイで団体、シングル、ダブルスと3冠を期待されていたが、ダブルスでは今別府靖代と組み、清水陽子・岡本望良組（当時常総学院高等学校）に1-2で負けベスト4止まりとなる。シングルスでも1学年下の平山優（当時聖ウルスラ学院高等学校）に1-2で負け準優勝となる。その結果、3冠にはならず団体の優勝だけにとどまる。
2003年に高校を卒業し三洋電機に就職。インターハイでの3冠達成ができなかったのをばねにしたかのように全日本総合選手権で3位に入賞。
2004年には、全日本総合選手権の決勝でアテネオリンピック代表の米倉加奈子を下し初優勝。
2005年、全英オープンで3位入賞。9月、ハイデラバードで開催されたアジア選手権で銅メダルを獲得。2連覇がかかった全日本総合選手権の決勝では米倉加奈子に負け準優勝に終わる。
2006年、日本で開催されたユーバー杯では日本の一員として出場したが準々決勝のオランダ戦で敗退。自身は第2シングルでジュディス・ミューレンディクスに1-2の逆転負けをした。全日本総合選手権では決勝で森かおりを降して2年ぶり2回目の優勝。12月のドーハアジア大会では世界ランキング1位の謝杏芳に惜敗したもののベスト8に入った。団体戦では銀メダルを獲得。
2007年には、シンガポール・オープンで3位に入賞し好調であった。だが、フィリピン・オープンで右足肉離れを起こし世界選手権を欠場することになった。このコートマットは足が滑りやすく危険性を指摘されていた。病院に2週間入院し、退院後もイメージ通りの動きができなくなった。ネット前にラッシュもできない状況が続き、全日本総合の連覇も途切れた。しかし、北京オリンピックに出場するためのポイントを稼いであり、BMF世界ランキングが女子シングルスで15位であったため、北京オリンピックへの出場が決まる。
そして、2008年の北京オリンピックではシングルス3回戦で元中国選手でフランス代表のピ・ホンヤンに1-2で惜しくも敗れたが、ベスト16となっている。同年から2010年まで全日本総合選手権3連覇を達成。
2010年、ユーバー杯で銅メダル。8月、世界選手権では準々決勝で同大会で優勝した王琳に敗れたがベスト8。11月の広州アジア大会女子シングルスで銅メダルを獲得。
2011年、全英オープンで女子シングルスでは1979年準優勝の近藤沙織以来32年ぶりとなる準優勝。全日本総合選手権では4連覇を狙い、決勝では奥原希望と対戦する予定であったが、体調不良のため棄権して準優勝。
2012年、アジア選手権団体戦（ユーバー杯予選）の優勝と、ユーバー杯での銅メダルに貢献。ロンドンオリンピック出場は逃したが、ヨネックスオープンジャパンでは同大会自身最高成績となる準優勝。
2013年3月末を以ってパナソニックバドミントン部が休部となったため、ヨネックスに移籍。2014年12月の全日本総合選手権出場（ベスト4）を最後に現役を引退。

## 主な戦歴

### 国内試合
| 年   | 大会                     | 種目 | 成績   | Name |
| ---- | ------------------------ | ---- | ------ | ---- |
| 1996 | 全国小学生大会           | WS   | 準優勝 |      |
| 1999 | 全国中学生大会           | WS   | 3位    |      |
| 2000 | インターハイ             | WS   | 3位    |      |
| 2000 | インターハイ             | WD   | 優勝   |      |
| 2001 | 全国高校選抜             | WS   | 3位    |      |
| 2001 | 全国高校選抜             | WD   | 優勝   |      |
| 2001 | インターハイ             | WS   | 3位    |      |
| 2001 | インターハイ             | WD   | 準優勝 |      |
| 2001 | 全日本ジュニア選手権     | WS   | 優勝   |      |
| 2002 | インターハイ             | WS   | 準優勝 |      |
| 2002 | インターハイ             | WD   | 3位    |      |
| 2002 | 全日本ジュニア選手権     | WS   | 優勝   |      |
| 2002 | 全日本ジュニア選手権     | WD   | 優勝   |      |
| 2003 | 全日本社会人選手権       | WS   | 準優勝 |      |
| 2003 | 全日本総合選手権         | WS   | 3位    |      |
| 2004 | 日本ランキングサーキット | WS   | 優勝   |      |
| 2004 | 国体成年女子             | WS   | 4位    |      |
| 2005 | 日本ランキングサーキット | WS   | 優勝   |      |
| 2005 | 全日本社会人選手権       | WS   | 準優勝 |      |
| 2005 | 全日本総合選手権         | WS   | 準優勝 |      |
| 2006 | 全日本総合選手権         | WS   | 優勝   |      |
| 2008 | 全日本総合選手権         | WS   | 優勝   |      |
| 2009 | 日本ランキングサーキット | WS   | 3位    |      |
| 2009 | 全日本総合選手権         | WS   | 優勝   |      |
| 2010 | 日本ランキングサーキット | WS   | 3位    |      |
| 2010 | 全日本総合選手権         | WS   | 優勝   |      |
| 2011 | 全日本総合選手権         | WS   | 準優勝 |      |

### 国際試合
| 年   | 大会                                       | 種目 | 成績     | Name |
| ---- | ------------------------------------------ | ---- | -------- | ---- |
| 2002 | アジアジュニア選手権                       | WS   | 3位      |      |
| 2003 | 全英オープン                               | WS   | 1回戦    |      |
| 2003 | 韓国オープン                               | WS   | 1回戦    |      |
| 2003 | 南アフリカインターナショナル               | WS   | ベスト8  |      |
| 2003 | ワイカトインターナショナル                 | WS   | ベスト8  |      |
| 2003 | ウエスタンオーストラリアインターナショナル | WS   | 3位      |      |
| 2003 | スロベニアインターナショナル               | WS   | 3位      |      |
| 2004 | スイス・オープン                           | WS   | ベスト16 |      |
| 2004 | インドネシア・オープン                     | WS   | 準優勝   |      |
| 2005 | 韓国オープン                               | WS   | ベスト8  |      |
| 2005 | ドイツ・オープン                           | WS   | 3位      |      |
| 2005 | 全英オープン                               | WS   | 3位      |      |
| 2005 | 世界選手権                                 | WS   | ベスト16 |      |
| 2005 | アジア選手権                               | WS   | 3位      |      |
| 2005 | インドネシア・オープン                     | WS   | ベスト8  |      |
| 2006 | 全英オープン                               | WS   | ベスト8  |      |
| 2006 | アジア選手権                               | WS   | ベスト8  |      |
| 2006 | ユーバー杯                                 | TEAM | ベスト8  | 日本 |
| 2006 | タイ・オープン                             | WS   | 3位      |      |
| 2006 | 韓国オープン                               | WS   | ベスト8  |      |
| 2006 | 世界選手権                                 | WS   | ベスト16 |      |
| 2006 | アジア大会                                 | WS   | ベスト8  |      |
| 2006 | アジア大会                                 | TEAM | 準優勝   | 日本 |
| 2007 | マレーシア・オープン                       | WS   | 3位      |      |
| 2007 | 大阪インターナショナルチャレンジ           | WS   | 優勝     |      |
| 2007 | アジア選手権                               | WS   | ベスト8  |      |
| 2007 | シンガポール・オープン                     | WS   | 3位      |      |
| 2007 | スディルマンカップグループII               | TEAM | 優勝     | 日本 |
| 2007 | 香港オープン                               | WS   | ベスト8  |      |
| 2008 | マレーシア・オープン                       | WS   | ベスト8  |      |
| 2008 | インド・オープン                           | WS   | 3位      |      |
| 2008 | 北京オリンピック                           | WS   | ベスト16 |      |
| 2008 | ヨネックスオープンジャパン                 | WS   | ベスト8  |      |
| 2009 | ニュージーランド・オープン                 | WS   | 3位      |      |
| 2009 | ヨネックスオープンジャパン                 | WS   | 3位      |      |
| 2009 | デンマーク・オープン                       | WS   | 3位      |      |
| 2010 | マレーシア・オープン                       | WS   | 3位      |      |
| 2010 | ユーバー杯                                 | TEAM | 3位      | 日本 |
| 2010 | インドネシア・オープン                     | WS   | 3位      |      |
| 2010 | マカオ・オープン                           | WS   | ベスト8  |      |
| 2010 | 世界選手権                                 | WS   | ベスト8  |      |
| 2010 | ヨネックスオープンジャパン                 | WS   | ベスト8  |      |
| 2010 | デンマーク・オープン                       | WS   | 3位      |      |
| 2010 | アジア大会                                 | WS   | 3位      |      |
| 2011 | 全英オープン                               | WS   | 準優勝   |      |
| 2011 | スディルマンカップ                         | TEAM | ベスト8  | 日本 |
| 2011 | 世界選手権                                 | WS   | 2回戦    |      |
| 2012 | ユーバー杯                                 | TEAM | 3位      | 日本 |
| 2012 | ヨネックスオープンジャパン                 | WS   | 準優勝   |      |
| 2012 | フランス・オープン                         | WS   | 3位      |      |